# Valér Fábry
Valér Fábry, rodným jménem Valerián Fenyvési (28. května 1910 Budapešť – 25. října 1999 Praha) byl československý právník maďarského původu, zabývající se zejména právní úpravou zemědělských družstev, který v 50. a 60. letech zastával vedoucí pozice na Právnické fakultě Univerzity Karlovy.

## Život a dílo
Narodil se 28. května 1910 v Budapešti do středostavovské židovské rodiny. Po vyhlášení Maďarské republiky rad s rodinou uprchl do Československa. Vystudoval reálné gymnázium v Kežmarku a následně se zapsal na Právnickou fakultu Univerzity Karlovy. V roce 1931 vstoupil do Komunistické strany Československa. O rok později založil v Nové Bani místní skupinu Svazu přátel SSSR, v důsledku čehož přišel o místo solicitátora v advokátní kanceláři v Žilině, kde si přivydělával ke studiu. Z pražské právnické fakulty přestoupil na Právnickou fakultu Univerzity Komenského v Bratislavě, kde studium práv dokončil roku 1934. Poté pracoval jako pojišťovací úředník v bratislavské pobočce Riunione Adriatica di Sicurtà. Roku 1937 odešel do advokacie a začal pracovat jako advokátní koncipient.
Po vzniku Slovenského štátu uprchl do Velké Británie, kde se živil jako elektrosvářeč. Poté, co Německo zaútočilo na Sovětský svaz, se přihlásil do čs. zahraniční armády. Sloužil jako letecký technik u 312. československé stíhací perutě Royal Air Force. Byl vyznamenán Československou medailí za chrabrost před nepřítelem a medailí Za zásluhy II. stupně. Roku 1945 se vrátil do osvobozeného Československa a změnil si jméno na Valér Fábry. Ozbrojené síly opustil v hodnosti podporučíka letectva.
Od srpna roku 1945 pracoval v sekretariátu ministra zemědělství Júlia Ďuriše jako legislativní a národohospodářský referent. Působil také v zemědělském aparátu Komunistické strany Slovenska a v legislativní sekci právní rady ÚV KSČ. Roku 1950 začal externě přednášet na Právnické fakultě Univerzity Karlovy. V říjnu roku 1951 tu nastoupil jako odborný asistent na katedře správního práva. Věnoval se zejména otázkám zemědělské správy. Zasloužil se o to, že roku 1953 XII. sekce ČSAV uznala zemědělsko-družstevní právo za samostatné právní odvětví. Valér Fábry se stal jedním z předních odborníků na zemědělsko-družstevní právo. Byl považován za jeho zakladatele. Byl předsedou komise zemědělskodružstevního práva v Ústavu státu a práva ČSAV a členem poradního sboru ministra zemědělství. Když roku 1963 na pražské právnické fakultě vznikla samostatná katedra pracovního a zemědělskodružstevního práva, stal se Valér Fábry jejím vedoucím. V čele katedry zůstal do roku 1970, kdy byla katedra při reorganizačních změnách zrušena. Valér Fábry byl posléze převeden na katedru správního práva, od roku 1975 po dalších organizačních změnách přešel na katedru hospodářského práva. Oboru zemědělsko-družstevního práva se však věnoval i nadále. Přenášel také na Vysoké škole stranické při ÚV KSČ.
Roku 1956 dosáhl docentury na základě obhajoby práce na téma Zemědělsko-družstevní právo, která byla později vydána ČSAV a v Sovětském svazu vyšla i v ruském překladu. Jeho další významnou prací byly Základní otázky československého pozemkového práva. Roku 1959 byl jmenován profesorem. V letech 1958–1961 zastával funkci děkana Právnické fakulty Univerzity Karlovy, v letech 1966–1969 zastával na téže fakultě funkci proděkana pro vědeckou práci. Obdržel Vyznamenání Za zásluhy o výstavbu.